# Sergei Walerjewitsch Gorbok
Sergei Walerjewitsch Gorbok (russisch Сергей Валерьевич Горбок; belarussisch Сяргей Гарбок / Sjarhei Harbok / [sʲʌrˈɦej ɦʌrˈbɔk]; * 4. Dezember 1982 in Minsk, Weißrussische Sozialistische Sowjetrepublik, Sowjetunion) ist ein ehemaliger belarussischer Handballspieler, der ab 2012 für Russland startete. Gorbok wurde im Rückraum vielfältig eingesetzt; am liebsten spielte er aber im linken Rückraum. Seit 2022 arbeitet er als Handballtrainer.

## Spielerlaufbahn
Sergei Gorbok begann mit dem Handballspiel in seiner Heimatstadt bei Arkatron Minsk unter Trainer Nikolai Schuk. 2003 – nach dem Gewinn der belarussischen Meisterschaft, in der er mit 259 Toren zweitbester Werfer war – wechselte er zum ukrainischen Serienmeister STR Saporischschja, wo er 2004 und 2005 die ukrainische Meisterschaft gewann. 2005 holte ihn der slowenische Topclub RK Celje als Ersatz für Siarhei Rutenka. Hier gewann er 2006 und 2007 die slowenische Meisterschaft und 2006 den slowenischen Pokal. Als er in der Saison 2006/07 in der EHF Champions League 52 Tore warf, erregte er das Interesse ausländischer Vereine; Gorbok hatte aber schon im Sommer 2006 bei den Rhein-Neckar Löwen in der deutschen 1. Handball-Bundesliga einen Vertrag ab Juli 2007 unterschrieben. Nach drei Jahren bei den Löwen wechselte er 2010 zum russischen Spitzenverein Medwedi Tschechow, mit denen er 2011, 2012 und 2013 sowohl Meisterschaft als auch Pokal gewann. 2013 kehrte er zu den Löwen zurück. Zur Saison 2014/15 unterschrieb er einen Dreijahresvertrag beim mazedonischen Verein RK Vardar Skopje. Mit Vardar gewann er 2015 und 2016 sowohl die mazedonische Meisterschaft als auch den mazedonischen Pokal. Ab dem Sommer 2016 lief er für den ungarischen Erstligisten Pick Szeged auf. Mit Szeged gewann er 2018 die ungarische Meisterschaft. Anschließend kehrte er zum mazedonischen Verein RK Vardar Skopje zurück. Mit Vardar gewann er 2019 die nordmazedonische Meisterschaft sowie die EHF Champions League. Im Sommer 2020 beendete er seine Karriere. 

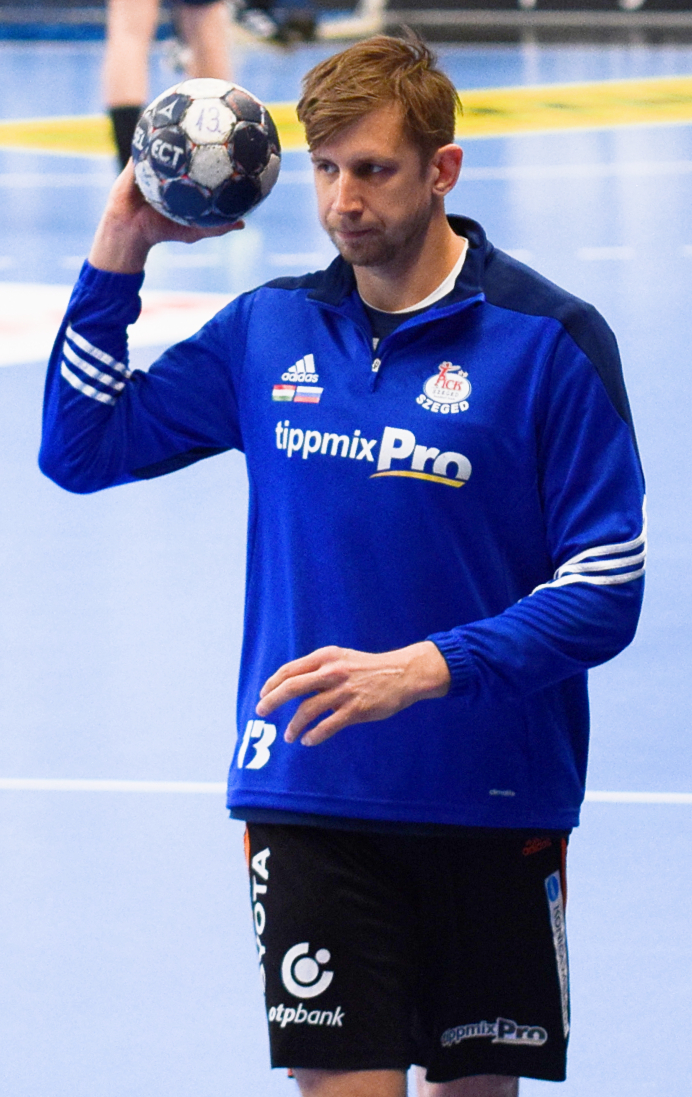
Sergei Gorbok (2017)

Sergei Gorbok war seit 2001 für die belarussische Nationalmannschaft in 42 Spielen aufgelaufen und erzielte dabei 193 Tore. Nach seinem Wechsel zu RK Celje sollte er zunächst wie Siarhei Rutenka in Slowenien eingebürgert werden, so dass er die dafür benötigte zwei Jahre lange Länderspielpause einlegte. 2006 erklärte er, dass er nicht mehr für Belarus antreten wolle und die russische Staatsbürgerschaft anstrebe. Nach einem persönlichen Gespräch mit dem Vorsitzenden des Handballverbandes Wladimir Konopljow am 6. Juni 2007 änderte er seine Entscheidung und stand drei Tage später in der Play-off-Qualifikation für die Handball-Europameisterschaft 2008 wieder für das belarussische Nationalteam auf dem Feld. Dort traf er mit Belarus in der Vorrunde auf die deutsche Männer-Handballnationalmannschaft.
Sein letztes Spiel in der belarussischen Nationalmannschaft, er war ihr Kapitän, war am 21. März 2009 in der Qualifikation für die Handball-Europameisterschaft 2010 gegen Bulgarien. Danach kam er wegen Verletzungen und Operationen nicht in die Mannschaft und Ende 2009 sagte er aus familiären Gründen Spiele in der Mannschaft ab. Im familiären Interesse war auch seine Vertragsunterzeichnung im Februar 2010 bei Medwedi Tschechow.
Im Juni 2011 wurde er das erste Mal ins Trainingslager der russischen Nationalmannschaft eingeladen und im März 2012 erhielt er, 3 Jahre nach seinem letzten Spiel für Belarus, das Recht für diese Mannschaft zu spielen. Im Januar 2013 wurde er in die russische Nationalmannschaft für die Handball-Weltmeisterschaft 2013 aufgenommen.

### Bundesligabilanz
| Saison    | Verein             | Spielklasse | Spiele | Tore | 7-Meter | Feldtore |
| --------- | ------------------ | ----------- | ------ | ---- | ------- | -------- |
| 2007/08   | Rhein-Neckar Löwen | Bundesliga  | 34     | 111  | 0       | 111      |
| 2008/09   | Rhein-Neckar Löwen | Bundesliga  | 20     | 44   | 0       | 44       |
| 2009/10   | Rhein-Neckar Löwen | Bundesliga  | 24     | 43   | 0       | 43       |
| 2013/14   | Rhein-Neckar Löwen | Bundesliga  | 31     | 63   | 0       | 63       |
| 2007–2014 | Rhein-Neckar Löwen | gesamt      | 109    | 261  | 0       | 261      |

## Trainerlaufbahn
Im Juli 2022 übernahm Gorbok den russischen Verein Wiktor-SKA Stawropol.